# 17900 Leiferman
17900 Leiferman este un asteroid din centura principală de asteroizi.

## Descriere
17900 Leiferman este un asteroid din centura principală de asteroizi. A fost descoperit pe 19 martie 1999 la Socorro, New Mexico, în cadrul proiectului LINEAR. Asteroidul prezintă o orbită caracterizată de o semiaxă mare de 2,28 ua, o excentricitate de 0,13 și o înclinație de 4,4° în raport cu ecliptica.